# Eclipse de sol (película)
Eclipse de sol es una película en blanco y negro de Argentina dirigida por Luis Saslavsky sobre el guion de Homero Manzi sobre la obra de Enrique García Velloso que se estrenó el 1 de julio de 1943 y que tuvo como protagonistas a Libertad Lamarque, George Rigaud, Angelina Pagano y Pedro Quartucci. Como camarógrafo estuvo el futuro director de fotografía Humberto Peruzzi.

## Sinopsis
Un joven estanciero se casa en secreto con una actriz, a quien deja para volver al campo y aquella tratará de darle una lección haciéndose pasar por mucama.

## Reparto
- Libertad Lamarque … Sol Bernal / Regina
- George Rigaud … Sebastián Requena
- Angelina Pagano … Doña Rosario Olmos de Requena
- Pedro Quartucci … Antonio Requena
- Alita Román … Esther Olmos
- Juana Sujo … Carola
- Alberto Terrones … Tío Bernabé Requena
- Raimundo Pastore … Don Florencio "Pototo" Olmos
- Celia Geraldy … Modista
- Benita Puértolas … María
- Iris Martorell
- Inés Murray
- Carlos Fioriti
- Lalo Malcolm … Franz, el mayordomo
- Adriana Alcock
- Oscar Villa
- Pablo Cumo
- Amelia Lamarque
- Dringue Farias

## Comentarios
Calki opinó:

”Teatro que quiere ser cine sofisticado. Sigue siendo teatro y logra en algunos momentos lo demás. Por sobre todas las cosas, tiene un director, Luis Saslavsky que impone su personalidad de artífice del cuadro en su realización. De este modo, la pieza cobra una vestidura modernísima. Libertad Lamarque se esfuerza y logra matices de interpretación.

Por su parte Manrupe y Portela escribieron :

”Sólo a Saslavsky podía ocurrírsele poner a Libertad Lamarque con el pelo platinado y en una comedia de la que sale bastante bien parada. En conjunto es una obra ágil y sobresale como es habitual el look del director. El sol al que alude el título es el nombre del personaje de la Lamarque. Al final hay dibujos animados de Burone Bruché.